# Orientierungslauf-Weltmeisterschaften 2018
Die 35. Orientierungslauf-Weltmeisterschaften fanden vom 4. bis 11. August 2018 in Lettland statt. Die Sprintwettbewerbe wurden in Riga ausgetragen, die anderen Läufe in Sigulda.

## Vergabe
Die Bewerbungsfrist wurde von der International Orienteering Federation (IOF) zunächst für den 1. Januar 2014 angesetzt und dann bis zum 15. März 2014 verlängert. Lettland bewarb sich mit Riga und dem etwa 50 km von der Hauptstadt entfernten Sigulda für die Weltmeisterschaften, wobei Riga Austragungsort des Sprints werden soll. Die Vergabe erfolgte am 10. Juli 2014 in Italien auf der IOF-Vollversammlung während der Weltmeisterschaften 2014.

## Ergebnisse

### Männer
| Disziplin     | Gold                                                      | Silber                                                | Bronze                                                 |
| ------------- | --------------------------------------------------------- | ----------------------------------------------------- | ------------------------------------------------------ |
| Sprint        | Daniel Hubmann                                            | Tim Robertson                                         | Andreas Kyburz                                         |
| Mitteldistanz | Eskil Kinneberg                                           | Daniel Hubmann                                        | Florian Howald                                         |
| Langdistanz   | Olav Lundanes                                             | Ruslan Glibow                                         | Fabian Hertner                                         |
| Staffel       | Norwegen Gaute Hallan Steiwer Eskil Kinneberg Magne Dæhli | Schweiz Florian Howald Daniel Hubmann Matthias Kyburz | Frankreich Nicolas Rio Lucas Basset Frédéric Tranchand |

### Frauen
| Disziplin     | Gold               | Silber             | Bronze           |
| ------------- | ------------------ | ------------------ | ---------------- |
| Sprint        | Maja Alm           | Tove Alexandersson | Judith Wyder     |
| Mitteldistanz | Natalja Gemperle   | Marika Teini       | Isia Basset      |
| Langdistanz   | Tove Alexandersson | Maja Alm           | Sabine Hauswirth |
| Staffel       | Schweiz            | Schweden           | Russland         |

### Mixed
| Disziplin      | Gold                                                                      | Silber                                                        | Bronze                                                      |
| -------------- | ------------------------------------------------------------------------- | ------------------------------------------------------------- | ----------------------------------------------------------- |
| Sprint Staffel | Schweden Tove Alexandersson Emil Svensk Jonas Leandersson Karolin Ohlsson | Schweiz Elena Roos Florian Howald Fabian Hertner Judith Wyder | Dänemark Amanda Falck Weber Tue Lassen Jakob Edsen Maja Alm |

## Medaillenspiegel
| Platz  | Land       | Gold | Silber | Bronze | Gesamt |
| ------ | ---------- | ---- | ------ | ------ | ------ |
| 1      | Norwegen   | 3    | –      | –      | 3      |
| 2      | Schweiz    | 2    | 3      | 5      | 10     |
| 3      | Schweden   | 2    | 2      | –      | 4      |
| 4      | Dänemark   | 1    | 1      | 1      | 3      |
| 5      | Russland   | 1    | –      | 1      | 2      |
| 6      | Finnland   | –    | 1      | –      | 1      |
| 6      | Neuseeland | –    | 1      | –      | 1      |
| 6      | Ukraine    | –    | 1      | –      | 1      |
| 9      | Frankreich | –    | –      | 2      | 2      |
| Gesamt | Gesamt     | 9    | 9      | 9      | 27     |